# Nickel(II)-selenat
Nickel(II)-selenat ist eine anorganische chemische Verbindung des Nickels aus der Gruppe der Selenate.

## Vorkommen
Nickelselenat kommt natürlich in Form eines Mischkristalls mit Cobaltselenat als Mineral Ahlfeldit vor.

## Gewinnung und Darstellung
Nickelselenat kann durch Reaktion von Nickel(II)-carbonat mit Selensäure gewonnen werden.
{\displaystyle \mathrm {NiCO_{3}\ +H_{2}SeO_{4}\rightarrow NiSeO_{4}+H_{2}O+CO_{2}\uparrow } }

## Eigenschaften
Nickelselenat ist als Hexahydrat ein grüner Feststoff. Er besitzt eine tetragonale Kristallstruktur mit der Raumgruppe P41212 (Raumgruppen-Nr. 92). Das bei Erhitzung des Hexahydrates ab etwa 100 °C langsam entstehende Tetrahydrat hat eine Kristallstruktur mit der Raumgruppe P21/n (Raumgruppen-Nr. 14, Stellung 2), die Dihydrat eine orthorhombische Kristallstruktur. Ab 510 °C zersetzt sich die Verbindung, wobei sich unter Sauerstoffabspaltung Nickelselenit sowie Nickel(II)-oxid und Selendioxid bildet.
{\displaystyle \mathrm {NiSeO_{4}\cdot 6H_{2}O\ {\xrightarrow[{-H_{2}O}]{300\,^{\circ }C}}\ NiSeO_{4}\cdot H_{2}O\ {\xrightarrow[{-H_{2}O}]{390\,^{\circ }C}}\ NiSeO_{4}\ {\xrightarrow[{-O_{2}}]{510\,^{\circ }C}}\ NiSeO_{3}\ {\xrightarrow[{-SeO_{2}}]{690\,^{\circ }C}}\ NiO} }